# Schwedische Volkspartei

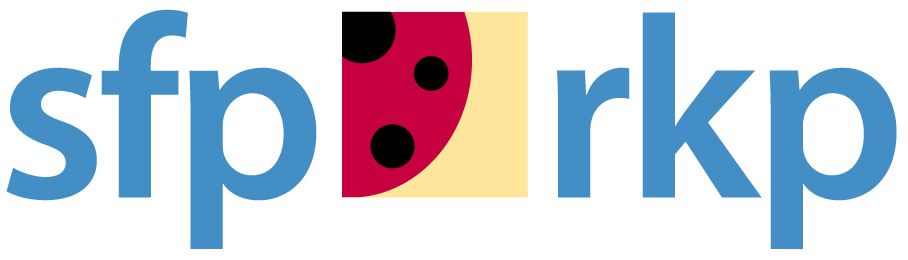
Altes Logo

Die Schwedische Volkspartei (schwedisch: Svenska folkpartiet – sfp; finnisch: Ruotsalainen kansanpuolue – rkp) ist eine moderat liberale Partei in Finnland, die sich in erster Linie als Interessenvertreterin der Finnlandschweden versteht. Die Partei war in der Vergangenheit regelmäßig an finnischen Regierungen beteiligt, zuletzt in den Kabinetten Katainen (2011–2014), Stubb (2014–2015) und Rinne (2019), Marin (2019–2023) und Orpo (seit 2023).

## Geschichte

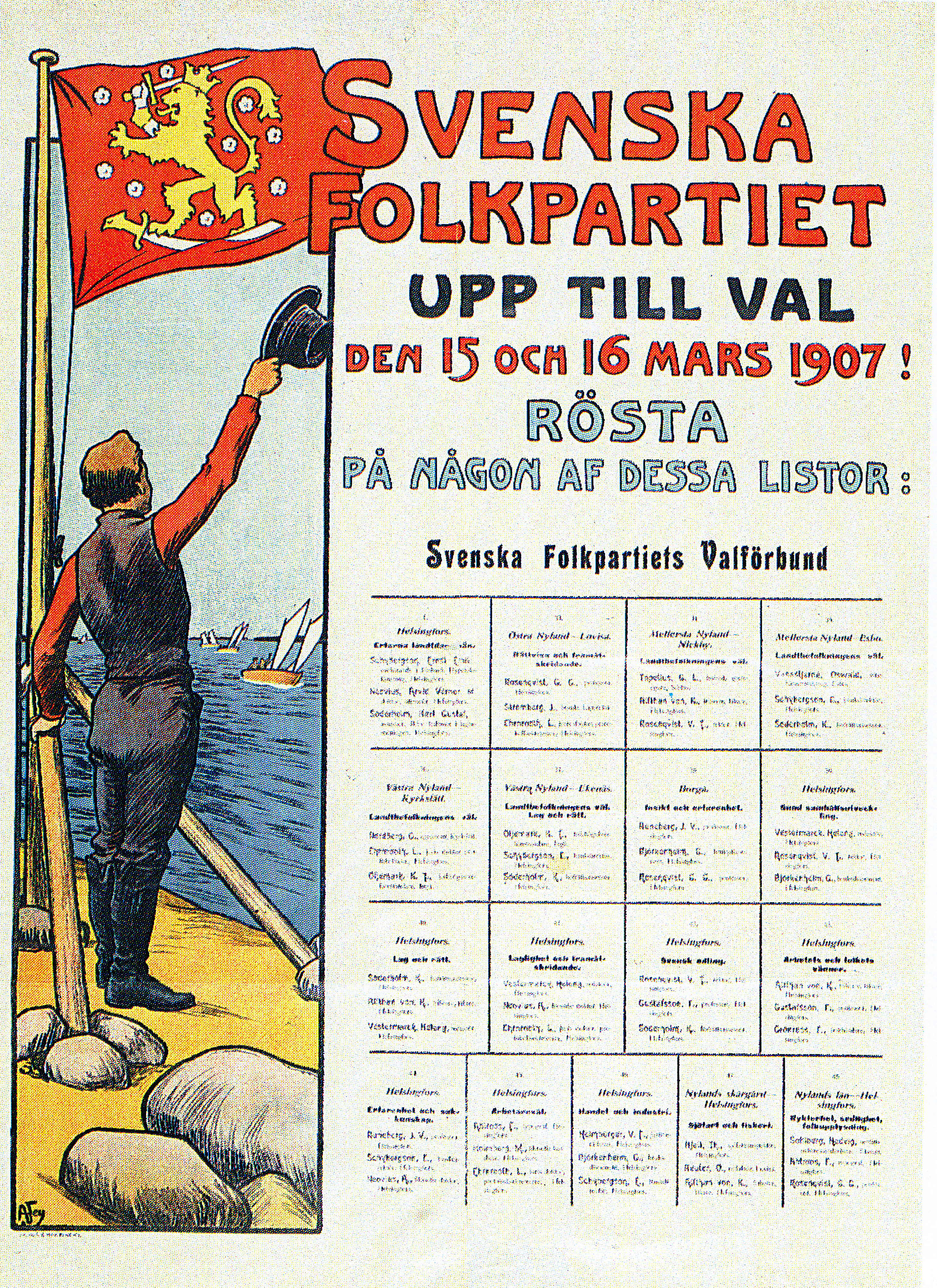
Wahlplakat der Schwedischen Volkspartei von 1907. Das Motiv wurde bis 1966 mit nur geringen Veränderungen verwendet.

Die Geschichte der Schwedischen Volkspartei ist eng mit der Stellung der schwedischsprachigen Minderheit in Finnland und der finnischen Sprachenpolitik verknüpft. Seit dem 19. Jahrhundert war die Sprachenfrage in Finnland Gegenstand eines heftigen Streites. Zur Verteidigung der hervorgehobenen Stellung der schwedischen Sprache war um 1870 die Schwedische Partei gegründet worden. Insbesondere nach der Verfassungsreform des damaligen Großfürstentums Finnland im Jahr 1906 wandelte sich die Position der Finnlandschweden jedoch zunehmend von der staatstragenden Bevölkerungsschicht zu einer sprachlichen Bevölkerungsminderheit. Im Lichte dieses Wandels wurde unter Führung von Axel Lille die neue Schwedische Volkspartei gegründet, um die gesamte sprachliche Minderheit unabhängig von der Zugehörigkeit zu sozialen Schichten in einer Volkspartei zu einen und ihr so einen angemessenen Einfluss auf die Politik des Landes zu sichern. Die alte Schwedische Volkspartei ging in der neuen Partei auf, und deren meist den obersten Bevölkerungsschichten zugehörige Mitglieder behielten auch in der neuen Partei zunächst einen großen Einfluss.
Die erste Vorbereitungstagung zur Gründung der neuen Partei fand bereits 1896 in Helsinki statt. Axel Lille entwarf im Jahr 1905 ein erstes, von liberalen Grundsätzen geprägtes Parteiprogramm, in welchem neben der Sprachenfrage das Bestreben nach weitreichenden demokratischen und sozialen Reformen eine starke Rolle spielte. Mit diesem Programm hätte sich die neue Partei sehr deutlich von der alten Schwedischen Partei abgehoben. Es wurden aber auch deutlich konservativere Entwürfe vorgelegt, und das in der Gründungsversammlung am 20. und 21. Mai 1906 verabschiedete Programm stellte einen Kompromiss mit nur gemäßigt reformerischem Charakter dar.
Während die Vertretung der Interessen der schwedischsprachigen Minderheit während der gesamten Parteigeschichte den zentralen Aspekt in der Politik der Partei ausmachte, fiel es ihr insbesondere in den Anfangsjahren schwer, eine von allen Parteiflügeln getragene gesellschafts- und wirtschaftspolitische Linie zu finden. Im Jahr 1914 wurden weitreichende sozialpolitische Forderungen in das Parteiprogramm aufgenommen, 1917 auf Betreiben des konservativeren Flügels jedoch wieder entfernt. Axel Lille, welcher bis dahin als Parteivorsitzender gedient hatte, trat in der Folge von seinem Amt zurück.
Im Laufe der Zeit fand die Partei ein Gleichgewicht zwischen den Parteiflügeln und vertrat eine gemäßigt liberale Politik, welche die Bedeutung einer freien Wirtschaft ohne staatliche Einmischung betonte, jedoch in der sozialen Absicherung und der Schaffung bzw. Erhaltung eines Wohlfahrtsstaates Aufgaben des Staates sah. 
In der Außenpolitik unterstützte die Partei zumeist im Wesentlichen die offizielle Politik der jeweiligen finnischen Regierungen, an denen sie oft auch beteiligt war. Dies gilt insbesondere für die finnische Politik während des Zweiten Weltkrieges, während dessen die Schwedische Volkspartei an allen Regierungen beteiligt war und damit insbesondere die Deutschlandorientierung während des Fortsetzungskrieges mittrug. In der Nachkriegszeit spielte die Partei zunächst außenpolitisch keine bedeutende Rolle. Sie vertrat jedoch stets eine auf Zusammenarbeit mit den westlichen Nachbarn ausgerichtete Linie und gehörte zu den entschiedensten Befürwortern des 1995 verwirklichten Beitritts zur Europäischen Gemeinschaft.
Zur Fraktion der Partei im Parlament gehört neben den eigenen Abgeordneten traditionell auch der Vertreter der autonomen Provinz Åland.

## Programm
Im Parteiprogrammen hat die Förderung einer aktiven und lebendigen Zweisprachigkeit stets einen breiten Raum eingenommen. Die sfp bettet diesen Aspekt in eine allgemeine Politik der Toleranz ein. In der Praxis erweist sich das politische Profil der Partei jenseits der Sprachenfrage oft als wenig geschärft, insbesondere bedingt durch die starke Heterogenität der Wählerschaft.
In wirtschaftspolitischer Sicht ist das Parteiprogramm gemäßigt liberal. Zu den wichtigsten Themen der Partei gehören neben den Minderheitenrechten die allgemeinen Bürgerrechte und die Freiheit der Wirtschaft. Dem Ziel einer funktionsfähigen Wirtschaft werden aber die Ziele der Erhaltung des Wohlfahrtsstaates und einer tragfähigen Umwelt gleichgeordnet.
Die Partei tritt für eine friedensorientierte Politik durch Stärkung der internationalen Zusammenarbeit ein und steht entschieden hinter der Mitgliedschaft Finnlands in der Europäischen Union.
Der Parteitag 2012 votierte mit 60 gegen 40 Prozent für eine geschlechtsneutrale Reform des Eherechts. Konservativ gesinnte Mitglieder aus Larsmo und Jakobstad drohten anschließend damit, die Partei zu verlassen, und kritisierten die ihrer Meinung nach zu liberale Linie der Partei.
2016 verabschiedete der Parteitag in Åbo ein neues Parteiprogramm. Erstmals wurde darin eine NATO-Mitgliedschaft Finnlands in Aussicht gestellt. Als Voraussetzung wurden eine umfassende gesellschaftliche Diskussion und eine breite Unterstützung in der Bevölkerung genannt. Unter dem Eindruck des russischen Überfalls auf die Ukraine stimmte die Fraktion im Reichstag im März 2023 für den Beitritt zur NATO.

## Parteivorsitzende
- Axel Lille (1906–1917)
- Eric von Rettig (1917–1934)
- Ernst von Born (1934–1945)
- Ralf Törngren (1945–1955)
- Ernst von Born (1955–1956)
- Lars Erik Taxell (1956–1966)
- Jan-Magnus Jansson (1966–1973)
- Kristian Gestrin (1973–1974)
- Carl Olof Tallgren (1974–1977)
- Pär Stenbäck (1977–1985)
- Christoffer Taxell (1985–1990)
- Ole Norrback (1990–1998)
- Jan-Erik Enestam (1998–2006)
- Stefan Wallin (2006–2012)
- Carl Haglund (2012–2016)
- Anna-Maja Henriksson (2016–2024)
- Anders Adlercreutz (seit 2024)

## Wahlergebnisse und Regierungsbeteiligungen

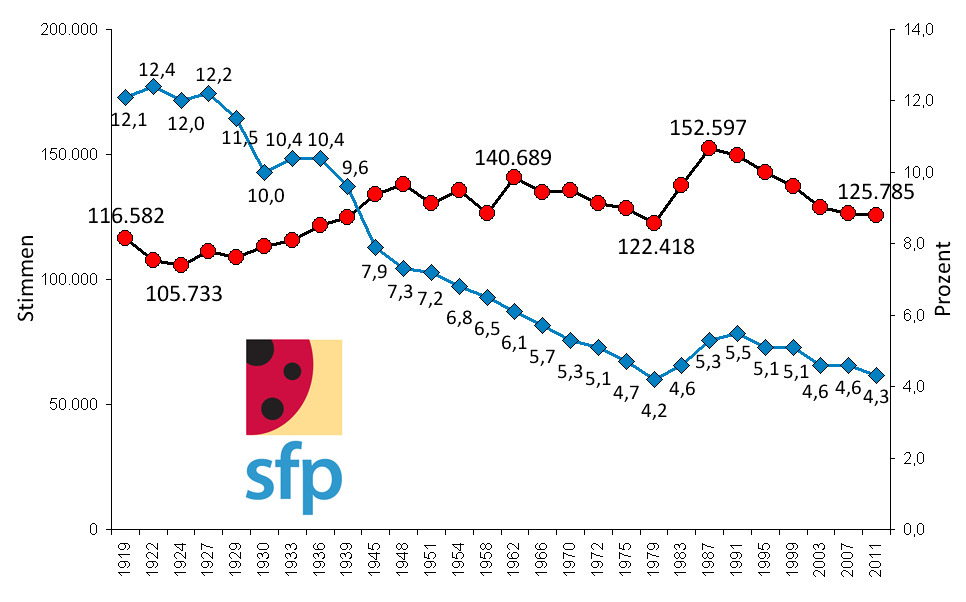
Absolute Stimmen für die Schwedische Volkspartei (rot) und Stimmenanteil in Prozent (blau) bei Reichstagswahlen seit 1919.

Die Unterstützung der Schwedischen Volkspartei bei Parlamentswahlen stand stets in Zusammenhang mit der Entwicklung des schwedischsprachigen Bevölkerungsanteils einerseits und der Bedeutung des finnischen Sprachenstreits andererseits. Dieser Aspekt führte in den 1930er und 1940er Jahren, in denen die Sprachenproblematik zunehmend durch weltpolitische Geschehnisse verdrängt wurde, zu einem spürbaren Rückgang des Stimmenanteils.
In der ersten Parlamentswahl 1907 konnte die Partei einen Stimmenanteil von 12,6 % erzielen und lag bis 1929 stabil bei 12 Prozent. In den 1930er Jahren erreichte die Sfp rund 10 Prozent. Nach dem Zweiten Weltkrieg sanken die Werte von 7,9 % kontinuierlich ab auf nur noch 4,2 % 1979. Danach konnte der Abwärtstrend gestoppt werden. In den finnlandschwedischen Siedlungsgebieten erzielt die Schwedische Volkspartei sehr hohe Wahlergebnisse. So erhielt sie bei den Kommunalwahlen 2004 in den Inselgemeinden Houtskär, Iniö und Korpo 100 % der Stimmen.
Gemäß ihrem Selbstverständnis als Interessenvertreter und verantwortungsbereiter Akteur der Mitte war die Schwedische Volkspartei sehr häufig zu Regierungsbeteiligungen bereit. Gleichzeitig stieß sie auf eine hohe Integrationsbereitschaft bei den anderen Parteien. So wurde die Sfp seit 1917 an 47 der 72 finnischen Regierungen beteiligt, auch ohne dass dies für eine Mehrheit rechnerisch nötig gewesen wäre. 1954 stellte die Partei für fünf Monate den Ministerpräsidenten: Ralf Törngren leitete eine Koalition aus Landbund, Sozialdemokraten und Sfp. Den Staatspräsidenten hat sie bislang nicht stellen können. In der Präsidentschaftswahl 1994 schaffte es die Kandidatin der Sfp, Elisabeth Rehn, jedoch in die Endrunde. Sie führte lange die Umfragen an, unterlag aber letztlich dem Sozialdemokraten Martti Ahtisaari mit 46,1 %.
Bei der Parlamentswahl 2007 erhielt die Schwedische Volkspartei 4,5 % der Stimmen und damit neun der 200 Sitze im finnischen Parlament. Die Partei war mit der Zentrumspartei, der Sammlungspartei und den Grünen an der Regierung von Matti Vanhanen beteiligt. Der damalige Parteivorsitzende Stefan Wallin wurde Kultur- und Sportminister, Astrid Thors Europaministerin. Von 2011 bis 2012 gehörte Wallin der neuen Regierung Katainen als Verteidigungsminister an. Dann überließ Wallin Parteivorsitz und Ministerposten seinem Nachfolger Carl Haglund.
Bei der Europawahl in Finnland 2009 erzielte die Sfp einen Stimmenanteil von 6,1 % und entsendete mit Carl Haglund einen Abgeordneten in das Europäische Parlament. Er gehörte der Fraktion der Allianz der Liberalen und Demokraten für Europa an. 2012 rückte für ihn Nils Torvalds nach.
Die Parlamentswahl 2011 brachten der Partei im Vergleich zu 2007 leichte Verluste. Mit 4,3 % der Stimmen hielt sie jedoch ihre neun Sitze. Im Gegensatz zu den meisten anderen Parteien führte der Stimmenzuwachs der Basisfinnen bei der Schwedischen Volkspartei nicht zu Verlusten. Am stärksten schnitt die Partei im Wahlbezirk Vaasa ab, wo sie mit 19,4 % zweitstärkste Kraft hinter dem Zentrum wurde. In Uusimaa erhielt die Sfp 8,3 %, in Helsinki und Varsinais-Suomi 5,8 bzw. 5,5 %.
Bei der Kommunalwahl in Finnland 2012 hielt die Sfp ihren Anteil bei 4,7 %. Die stärksten Ergebnisse fuhr die Partei in Korsnäs (95,0 %), Närpes (90,6 %) und Vörå (88,1 %) in der Gegend um Vaasa ein. Bei der Parlamentswahl 2015 erzielte sie bei leichten Stimmengewinnen erneut neun Mandate.